# 実業之日本フォーラム
実業之日本フォーラム（じつぎょうのにほんフォーラム）とは、株式会社実業之日本社の社主である白井一成の発案で、2021年４月に設立された言論の研究プラットフォーム（ニュースサイト）である。編集顧問に船橋洋一（一般財団法人アジア・パシフィック・イニシアティブ理事長）を迎え、白井一成がエグゼクティブディレクターに就任、同月からウェブサイトで情報発信を行っている。
ビジネスマンの教養として、いま最も求められている地政学・地経学をバックボーンにして、米中が織りなす新しい世界をストーリーとファクトで描くとともに、⽇本をとりまくダイナミックな動きやメカニズムを、俯瞰的に分析し、その成果を広く世に問うことで、「国益」に資することを目的としたメディアをめざしている。

## 概要
エグゼクティブディレクターを務める白井一成は『ポストコロナの米中覇権とデジタル人民元』（遠藤誉との共著・実業之日本社）や『中国経済崩壊のシナリオ』（実業之日本社）などの著作がある。経済金融、安全保障のほか、芸術文化も領域としてカバーする予定である。
実業之日本社の創業者・増⽥義一の精神を受け継ぎ、「ほめるメディア」として、事を成した⼈や新たな才能を積極的に紹介し、バックアップすることも目標に掲げている。
ロゴマークは、大正時代に北大路魯山人が揮毫した「実業之日本」（實は実の旧字）の文字を用いたもの。地球規模の大変革が進みつつあるいまだからこそ、あえて原点に立ち返り、情報を通じて「信」を問い続けたいという思いがロゴマークに込められている。また、文字による情報発信だけでなく、リアルやオンラインによるイベントなども積極的に行うことで、新しいメディアの形も追求していくという。
なお、スタッフには編集者だけでなく研究者やアナリストを擁し、日々の出来事を追いかけるだけでなく、シンクタンク的な性格を併せ持つメディアであることから、ニュースサイトではなく「言論・研究プラットフォーム」と名乗っている。

## 背景
実業之日本社は、1897（明治30）年に経済雑誌『実業之日本』の創刊をもって創業した。かつては『週刊東洋経済』、『週刊ダイヤモンド』と並んで「経済三誌」と称された時代もあったが、『実業の日本』（1964年に改題）は2001年に休刊し、同社の業績も長らく低迷した。2016年に白井一成が社主となった際には「経済分野の復活」をミッションのひとつに掲げており、5年が経過して経営状態も安定してきたことから、新たな経済メディアを創設することになった。

## 編集顧問　船橋洋一
1944年北京生まれ。東京大学教養学部卒。1968年朝日新聞社入社。朝日新聞社北京特派員、ワシントン特派員、アメリカ総局長、コラムニストを経て、2007年から2010年12月まで朝日新聞社主筆。米ハーバード大学ニーメンフェロー（1975-76年）、米国際経済研究所客員研究員（1987年）、慶應義塾大学法学博士号取得（1992年）、米コロンビア大学ドナルド・キーン・フェロー（2003年）、米ブルッキングズ研究所特別招聘スカラー（2005-06年）。2013年まで国際危機グループ（ICG）執行理事を務め、現在は、英国際問題戦略研究所（IISS）Advisory Council、三極委員会（Trilateral Commission）のメンバーである。
2011年9月に日本再建イニシアティブ設立し（2017年に一般財団法人アジア・パシフィック・イニシアティブAPIに改組）、2016年、世界の最も優れたアジア報道に対して与えられる米スタンフォード大アジア太平洋研究所（APARC）のショレンスタイン・ジャーナリズム賞を日本人として初めて受賞。

### 受賞歴
2016	ショレンスタイン・ジャーナリズム賞 （アメリカ）
2016	日本原子力学会「社会・環境部会業績賞」
2013	大宅壮一ノンフィクション賞　『カウントダウン・メルトダウン』
1998	新潮学芸賞　『同盟漂流』
1995	アジア太平洋賞大賞　『アジア太平洋フュージョン』
1994	日本記者クラブ賞
1992	石橋湛山賞　『冷戦後の世界と日本』（講談社）
1988	吉野作造賞　『通貨烈烈』（朝日新聞社）
1985	ボーン・上田記念国際記者賞
1983	サントリー学芸賞　『内部―ある中国報告』（朝日新聞社）

### 主な著書
2020	The CRISIS of LIBERAL INTERNATIONALISM: Japan and the World Order, ed. (co-edited with John Ikenberry) （Brookings Institution Press）
2020	『地経学とは何か』 （文春新書）
2019	『シンクタンクとは何か　政策起業力の時代』 （中公新書）
2016	『21世紀 地政学入門』 （文春新書）
2015	『湛山読本―いまこそ、自由主義、再興せよ。』 （東洋経済新報社）『検証　日本の「失われた20年」』 （編著、東洋経済新報社）
2014	『原発敗戦　危機のリーダーシップとは』 （文春新書）
2013	『カウントダウン・メルトダウン』 （文藝春秋、大宅壮一ノンフィクション賞）
2010	『新世界　国々の興亡』 （朝日新聞出版社）
2007	The Peninsula Question: A Chronicle of the Second Nuclear Crisis (Brookings Institution Press)
2006	『ザ・ペニンシュラ・クエスチョン―朝鮮半島第二次核危機』 （朝日新聞社）
2005	『青い海をもとめて　東アジア海洋文明紀行』 （朝日新聞社）
2004	『歴史和解の旅　対立の過去から共生の未来へ』 （朝日新聞社）
2003	Reconciliation in the Asia-Pacific, ed. (USIP)
2001	Alliance Tomorrow, ed. (Tokyo Foundation)『日本の戦争責任をどう考えるか　歴史和解ワークショップからの報告』 （朝日新聞社）
2000	『あえて英語公用語論』 （文春新書）
1999	Alliance Adrift (Council on Foreign Relations Press)
1998	『同盟漂流』 （岩波書店、新潮学芸賞）
1995	『アジア太平洋フュージョン』 （中央公論社、アジア太平洋賞大賞）Asia Pacific Fusion: Japan’s Role in APEC (Institute for International Economics)
1988	『通貨烈烈』 （朝日新聞社、吉野作造賞）Managing the Dollar: From the Plaza to the Louvre (Institute for International Economics)
1983	『内部―ある中国報告』 （朝日新聞社、サントリー学芸賞）